# Embata hamata
Embata hamata är en hjuldjursart som först beskrevs av Murray 1906.  Embata hamata ingår i släktet Embata och familjen Philodinidae. Inga underarter finns listade i Catalogue of Life.